# Венков, Борис Борисович
Борис Борисович Венков (15.11.1934 — 10.11.2011) — российский математик.
Родился 15 ноября 1934 г. в Ленинграде. Сын математика Бориса Алексеевича Венкова.
Окончил ЛГУ и аспирантуру (научный руководитель Дмитрий Константинович Фаддеев).
С 1957 г. работал в Ленинградском (Санкт-Петербургском) отделении Математического института им. В. А. Стеклова АН СССР (РАН). Профессор, ведущий научный сотрудник.
Читал лекции в зарубежных университетах: Ахен (1994, с 1996), Бонн (1989), Кембридж (1989), Женева (1992, с 1997), Лион (1993), Париж (1994), Берлин (1995/1996), Гренобль (1995, 1998), Фукуока (2002), Киото (2006) и др.
Книги в базе данных Math-Net.Ru:
- Вопросы теории представлений алгебр и групп. 3, Зап. научн. сем. ПОМИ, 211, ред. Б. Б. Венков, З. И. Боревич, А. И. Скопин, 1994, 213 с.
- Вопросы теории представлений алгебр и групп. 1, Зап. научн. сем. ЛОМИ, 191, ред. Б. Б. Венков, З. И. Боревич, А. И. Скопин, 1991, 166 с.
- Вопросы теории представлений алгебр и групп. 2, Зап. научн. сем. ЛОМИ, 198, ред. Б. Б. Венков, З. И. Боревич, А. И. Скопин, 1991, 113 с.
- Кольца и модули. 3, Зап. научн. сем. ЛОМИ, 175, ред. Б. Б. Венков, З. И. Боревич, 1989, 166 с.
- Аналитическая теория чисел и теория функций. 8, Зап. научн. сем. ЛОМИ, 160, ред. Б. Б. Венков, З. И. Боревич, Г. В. Кузьмина, А. И. Скопин, О. М. Фоменко, 1987, 304 с.
- Целочисленные решетки и конечные линейные группы, Зап. научн. сем. ЛОМИ, 116, ред. Б. Б. Венков, 1982, 164 с.
- Алгебраические числа и конечные группы, Зап. научн. сем. ЛОМИ, 86, ред. Б. Б. Венков, 1979, 192 с.
- Модули и гомологии в теории групп и теории Галуа, Зап. научн. сем. ЛОМИ, 31, ред. Б. Б. Венков, 1973, 164 с.